# Johnny Briceño
Juan Antonio Briceño (Orange Walk Town, 17 de julio de 1960), comúnmente conocido como Johnny Briceño, es un político beliceño y actual primer ministro de Belice desde el 12 de noviembre de 2020. Es líder del Partido Unido del Pueblo (PUP) desde 2016. Fue líder de la Oposición de 2008 a 2011 y de 2016 a 2020. De 1998 a 2007, se desempeñó como vice primer ministro bajo el primer ministro Said Musa.

## Biografía
Briceño nació en Orange Walk Town el 17 de julio de 1960. Su padre, Elijio Joe Briceño (1938-2016), fue presidente de la Asociación de Agricultores de Caña de Azúcar de Belice y luego se desempeñó como ministro de Energía y Comunicaciones.
Briceño se graduó del Muffles College en 1978. Obtuvo un grado de asociado en Administración de Empresas del Colegio de San Juan en 1980 y un título de grado en Administración de Empresas de la Universidad de Texas en Austin en 1985.
En 1990, Briceño y su hermano Jaime fundaron Centaur Communications, un proveedor de televisión por cable que luego se diversificó en servicios de Internet, noticias de televisión y radio.

### Carrera política
Briceño fue elegido por primera vez para la Cámara de Representantes de Belice en la circunscripción de Orange Walk Central en 1993; En 1994 participó en las elecciones municipales en Orange Walk Town y sirvió como miembro del Ayuntamiento por dos períodos, de 1994 a 2001.
En 1994 fue elegido copresidente del Partido Unido del Pueblo; en 1996 fue elegido como líder adjunto del partido y se convirtió en el beliceño más joven en convertirse en líder adjunto del Partido Unido del Pueblo. Briceño se desempeñó como Líder Adjunto del Partido desde 1996 hasta 2008 cuando renunció y se ofreció como candidato a Líder del Partido. Durante sus años como líder adjunto del partido, Briceño y el PUP ganaron las elecciones nacionales en 1998 y en 2003 y como líder en la región norte, el Partido ganó más del 50 por ciento de sus escaños en las elecciones nacionales y locales.
Cuando el PUP ganó las elecciones de 1998, Briceño fue nombrado vice primer ministro y ministro de Recursos Naturales y Medio Ambiente. También ayudó al primer ministro con muchas de sus obligaciones internacionales. 
Como ministro de gobierno, dirigió los esfuerzos para modernizar el Ministerio de Recursos Naturales mediante la implementación de un programa computarizado de gestión de tierras en Belice. Como resultado, miles de beliceños pudieron adquirir títulos de propiedad y registrar sus propiedades. También mejoró y realzó el departamento de geología, aumentando el personal y contratando expertos. Esta fue una decisión importante y que ciertamente ayudó a desempeñar un papel en el descubrimiento de petróleo en Belice en cantidades comerciales en perjuicio del ambiente. 
Como ministro de Medio Ambiente, Johnny Briceño lideró el desarrollo de iniciativas regionales de protección ambiental y manejo sostenible de los recursos naturales de la región. Hoy, Centroamérica y el Caribe han unido fuerzas en varias iniciativas para proteger los bosques, mantener las aguas seguras y limpias y trabajar juntos en la planificación y mitigación de desastres. A través de sus esfuerzos de cabildeo, el proyecto Mesa-American Barrier Reef System y el Centro de Cambio Climático de la Comunidad del Caribe se han establecido y están trabajando en esfuerzos regionales para mitigar el cambio climático y observar la gestión sostenible de los recursos de las regiones.
En agosto de 2004, encabezó un grupo de ministros, conocido como la alianza G-7, que presentó una serie de demandas de reforma, incluida la destitución de Ralph Fonseca del gabinete. Cuando el primer ministro Said Musa no cumplió con estas demandas, el grupo renunció; sin embargo, Musa accedió posteriormente a todas las demandas excepto la destitución de Fonseca y los ministros del G-7 permanecieron en el Gabinete. Briceño también ganó una cartera adicional, el Ministerio de Hacienda. Briceño fue más tarde uno de los ministros que se opuso a la propuesta de Musa de saldar la deuda de los Servicios Universales de Salud del país; como resultado de esto, Musa intentó degradar a Briceño de su cargo de vice primer ministro, pero Briceño se negó a aceptar los cargos menores en el Gabinete que le ofrecían y en su lugar renunció al Gabinete el 5 de junio de 2007.
En una convención nacional del PUP en julio de 2007, Briceño fue reelegido como uno de los líderes adjuntos del partido. En las elecciones generales de febrero de 2008, en las que el PUP fue derrotado, Briceño fue reelegido en su distrito electoral de Orange Walk Central; fue uno de los seis candidatos parlamentarios del PUP en obtener la victoria.
El 30 de marzo de 2008, Briceño fue elegido líder del PUP en una convención del partido en Belmopán, sucediendo a Musa. Derrotó a Francis Fonseca, que era considerado el candidato preferido por el establishment del partido, recibiendo 330 votos contra 310 de Fonseca.
Citando problemas de salud no especificados, Briceño renunció abruptamente como líder del PUP y de la oposición en octubre de 2011 sin liderar al partido en unas elecciones generales. Conservó su escaño en la Asamblea Nacional. Fue sucedido en ambos puestos de liderazgo por Fonseca.
En marzo de 2015, poco después de la decisiva derrota del PUP en las elecciones municipales, se hizo pública una grabación de Briceño criticando duramente al gobierno de Musa entre 1998 y 2008. En la grabación, Briceño acusó a Musa y Ralph Fonseca de robar "millones, decenas de millones de dólares" y afirmó: "... si este hubiera sido otro país, ahora mismo estarían en la cárcel". Briceño también afirmó que se endeudó profundamente como líder del PUP en nombre del partido, y culpó a Francis Fonseca de perder las elecciones generales y las elecciones locales de 2012.
Briceño afirmó que la grabación se realizó sin su consentimiento y se negó a comentar al respecto. Francis Fonseca caracterizó el incidente como un "asunto interno del partido".
El 11 de noviembre de 2020, el Partido Unido del Pueblo, liderado por Briceño, ganó el gobierno en las elecciones generales de 2020, derrotando al Partido Democrático Unido, liderado por Patrick Faber. Asumió el cargo de Primer Ministro de Belice el 12 de noviembre de 2020.

## Vida personal
Briceño está casado y tiene dos hijos.